# كأس الاتحاد الإنجليزي 1977–78
كأس الاتحاد الإنجليزي 1977–78 (بالإنجليزية: 1977–78 FA Cup)‏ هو الموسم 97 من  كأس الاتحاد الإنجليزي. الذي يشرف على تنظيمه الاتحاد الإنجليزي لكرة القدم، وفاز فيه إيبسويتش تاون.